# داء ترسب الأصبغة الدموية من النوع 4
داء ترسب الأصبغة الدموية من النوع 4، اضطراب وراثي يسبب فرط حمل الحديد ويؤثر على الفيروبورتين، وهو البروتين الناقل للحديد، ويعد ضروريًا لنقل الحديد من الخلايا إلى الدوران. رغم ندرة المرض، يوجد في جميع أنحاء العالم ويصيب أفرادًا من مجموعات عرقية مختلفة. يُصاب أغلب مرضى داء ترسب الأصبغة الدموية من النوع 4 بشكل خفيف نسبيًا من المرض، لكن بعضهم مصابون بشكل أكثر حدة. مع ترقي المرض، قد يتراكم الحديد في أنسجة المصابين بمرور الوقت، ما قد يؤدي إلى تلف الأعضاء.

## العلامات والأعراض
تختلف الأعراض بشكل كبير بين الأفراد المصابين بداء ترسب الأصبغة الدموية من النوع 4. قد يُعزى هذا الاختلاف في الأعراض إلى الأنواع المختلفة من طفرات إس إل سي 40 إيه 2 التي قد يعاني منها المرضى. بشكل عام، تنجم علامات وأعراض داء ترسب الأصبغة الدموية من النوع 4 عن تراكم الحديد في الخلايا، ما يؤدي إلى تلف الأنسجة. يرجع الضرر إلى حد كبير إلى تفاعلات الأكسدة التي يحفزها الحديد. يمكن للحديد أن يتبادل الإلكترونات مع مجموعة متنوعة من الركائز، ما قد يؤدي إلى توليد مركبات الأكسجين التفاعلية. قد يؤدي ذلك إلى الإجهاد التأكسدي، وفوق أكسدة الليبيدات، وتلف الحمض النووي الريبوزي منقوص الأكسجين (الدنا)، ما قد يؤدي إلى الموت الخلوي. يوجد نوعان رئيسيان من داء ترسب الأصبغة الدموية من النوع 4 (إيه وبي)، وتختلف أعراض النوعين عن بعضها.
عادةً ما تكون أعراض داء ترسب الأصبغة الدموية من النوع 4 إيه أكثر اعتدالًا من الأنواع الأخرى من داء ترسب الأصبغة الدموية. يميل الأفراد المصابون بداء ترسب الأصبغة الدموية من النوع 4 إيه إلى فرط فيريتين الدم (ارتفاع نسبة الفيريتين في بلازما الدم) وانخفاض مستوى إشباع الترانسفرين. يُحتمل أن يتراكم الحديد لدى الأفراد المصابين في الكبد والطحال، خاصةً في خلايا كوبفر والخلايا البلعمية الكبيرة. نظرًا لضعف إمكانية خروج الحديد من هذه الأعضاء، لا تتوفر كمية كافية من الحديد لينقله الترانسفيرين في الدوران. من المحتمل أن يؤدي عدم توفر الحديد هذا إلى فقر دم خفيف لدى مرضى داء ترسب الأصبغة الدموية من النوع 4 إيه لأن الحديد ضروري لتصنيع الهيموغلوبين، ولأن خلايا الدم الحمراء تملك معدل دوران مرتفع نسبيًا. بمرور الوقت، يزداد مخزون الحديد، وقد يعاني المصابون بداء ترسب الأصبغة الدموية من النوع 4 إيه من التليف الكبدي.
تكون أعراض داء ترسب الأصبغة الدموية من النوع 4 بي أكثر شدة. تتشابه أعراضه مع أنواع داء ترسب الأصبغة الدموية 1 و2 و3. يرتفع تركيز الحديد في البلازما، وتشمل الأعراض آلام المفاصل والسكري واضطراب نظم القلب. يكون ترسب الحديد في الكبد أكبر في النوع 4 بي منه في النوع 4 إيه. يحدث تلف الكبد في هذا الشكل من داء ترسب الأصبغة الدموية بتواتر أكبر من النوع 4 إيه، ويصاب بعض الأفراد بتشمع الكبد.

## التشخيص
يعتمد التشخيص على تحديد الأعراض والتاريخ الطبي والتاريخ العائلي والفحوص المخبرية. قد تظهر فحوص الدم مستويات عالية من الفيريتين ونسبة منخفضة أو طبيعية أو عالية لإشباع الترانسفرين، اعتمادًا على شكل داء ترسب الأصبغة الدموية. يجب تأكيد التشخيص عن طريق الاختبارات الجينية لطفرات إس إل سي 40 إيه 2.

## العلاج
يعتمد العلاج على أعراض المرض وشدته. يمكن استخدام ممخلبات الحديد لربط الحديد الزائد في الأنسجة والسماح بإفراز الفائض من المعدن. يمكن علاج الأفراد المصابين بداء ترسب الأصبغة الدموية من النوع 4 ب عن طريق بضع الوريد. مع ذلك، قد لا يحتاج المصابون بداء ترسب الأصبغة الدموية من النوع 4 إيه إلى العلاج. بالإضافة إلى ذلك، قد لا يتحمل الأفراد المصابون بالنوع 4 إيه العلاج ببضع الوريد بسبب احتمالية تطور فقر الدم رغم ارتفاع مستويات الفيريتين في الدم لدى هؤلاء الأفراد عادةً.